# لیو جیندونگ
لیو جیندونگ (انگلیسی: Liu Jindong؛ زادهٔ ۹ دسامبر ۱۹۸۱) بازیکن فوتبال اهل چین است.
از باشگاه‌هایی که در آن بازی کرده‌است می‌توان به باشگاه فوتبال شاندونگ لیونگ اشاره کرد.
وی همچنین در تیم ملی فوتبال چین بازی کرده‌است.